# Liste der Monuments historiques in La Chapelle-en-Serval
Die Liste der Monuments historiques in La Chapelle-en-Serval führt die Monuments historiques in der französischen Gemeinde La Chapelle-en-Serval auf.

## Liste der Bauwerke
| Bezeichnung       | Beschreibung              | Standort | Kennzeichnung | Schutzstatus | Datum | Bild           |
| ----------------- | ------------------------- | -------- | ------------- | ------------ | ----- | -------------- |
| Kirche La Trinité | Erbaut im 16. Jahrhundert | (Lage)   | PA00114583    | Inscrit      | 1949  | weitere Bilder |

## Liste der Objekte
| Bezeichnung                                                     | Beschreibung                          | Standort                        | Kennzeichnung | Schutzstatus | Datum | Bild |
| --------------------------------------------------------------- | ------------------------------------- | ------------------------------- | ------------- | ------------ | ----- | ---- |
| Skulptur Madonna mit Kind                                       | Kalkstein, um 1450                    | in der Kirche La Trinité (Lage) | PM60000505    | Classé       | 1912  |      |
| Ölgemälde Maria von Engeln umgeben                              | um 1800, von Mario Salvador de Maella | in der Kirche La Trinité (Lage) | PM60000714    | Classé       | 1912  |      |
| Gemälde (gestohlen)                                             | 1819, von Mario Salvador de Maella    | in der Kirche La Trinité (Lage) | PM60000504    | Classé       | 1912  |      |
| Gemälde Unterweisung Mariens                                    | 18. Jahrhundert                       | in der Kirche La Trinité (Lage) | PM60003782    | Inscrit      | 1984  |      |
| Gemälde: Maria überreicht dem heiligen Dominikus den Rosenkranz | 17. Jahrhundert                       | in der Kirche La Trinité (Lage) | PM60003781    | Inscrit      | 1984  |      |